# 虎面孔雀羽冠舞
虎面孔雀羽冠舞 或 虎頭面具舞是印尼傳統舞蹈，在露天舞台上作為民間娛樂活動，蘊含魔幻元素，主要舞者為獅子頭，飾有孔雀羽毛裝飾，外加多位蒙面舞者和庫達可潘。虎面孔雀羽冠舞是一種表演藝術，從西北地區東爪哇和波諾羅戈縣(英文：Ponorogo)就是虎面孔雀羽冠舞起源的區域。波諾羅戈縣的城門上裝飾有warok和gemblak，這兩個角色執行表演虎面孔雀羽冠舞時的演出。虎面孔雀羽冠舞是印度尼西亞文化之一，仍然非常具有神秘元素和神秘主義。
在2013年，波諾羅戈虎面孔雀羽冠舞(英文：REOG Ponorogo)傳統被認為是印尼的國家級非物質文化遺產及印尼教育、文化、研究和技術部。

## 詞源
波諾羅戈縣政府於1993年出版的《Pedoman Dasar Kesenian Reog Ponorogo dalam Pentas Budaya Bangsa》一書中指出，reog或reyog這兩個詞起源於爪哇語。 它來自爪哇語 riyeg 或 riyet，意思是“嘈雜或擁擠”。

## 歷史

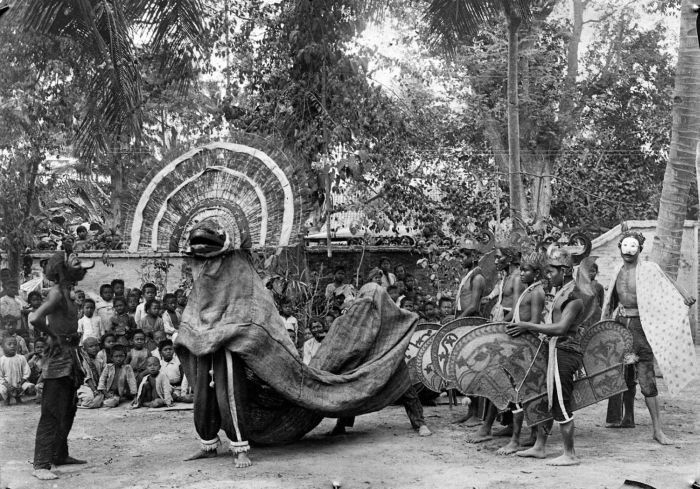
波諾羅戈縣表演虎面孔雀羽冠舞的舞者, 荷屬東印度群島, ca. 1920.

舞蹈描述了波諾羅戈國王克洛諾·塞萬多諾前往凱迪里尋找松戈·朗吉特公主的手。在他的旅途中，他遭到了一個名叫辛戈巴龍的惡毒怪物的襲擊，這是一隻頭上長著孔雀的神話獅子。歷史學家跟踪波諾羅戈虎面孔雀羽冠舞的起源上的無能諷刺滿者伯夷帝國的結束時的統治者。它描述了與生俱來的波諾羅戈自由及其對集中製滿者伯夷統治的反對。獅子代表滿者伯夷的國王，而孔雀代表王后，暗示國王無能，總是被王后控制。美麗、年輕、幾乎柔弱的騎士描述失去男子氣概的滿者伯夷騎兵。
在社會上，關於 Reog 的起源還有另一個版本。Reog Arts 的歷史開始於 15 世紀滿者伯夷王國的人 Ki Ageng 蜱的起義，當時在 Kertabhumi Bhre 國王統治下的滿者伯夷王國是最後一個滿者伯夷王國。Ki Ageng Kutu對他國王的腐敗行為感到憤怒，他看到Majapahit王國的權力很快就會結束。他離開了王國，建立了一所武術學院，希望能培養出可以作為下的種子。意識到軍隊無法與滿者伯夷軍隊競爭 Ki Ageng Kutu 的政治信息是通過 Reog 的表演提交的。Reog 的表演利用 Ki Ageng Kutu 建立抵抗到皇家學會。在藝術表演中，Reog 看到了一個名為“Singo Barong”的獅子形面具的頭部，成為 Kertabhumi 象徵的森林之王，它插在孔雀羽毛上，就像一個巨大的扇子，象徵著強大的影響力。統統管理同齡人的中文發音。Jathilan，由一群舞者扮演了gemblak馬形成了滿者伯夷王國的權力的象徵與warok的力量對比反差。紅色小丑面具成為 Ki Ageng Kutu 的象徵，獨自一人，僅用他的牙齒就可以支撐超過 50 公斤的面具 Singo Barong 的重量。 Ki Ageng Kutu 的 Reog 聲望最終導致 Bhre Kertabhumi 採取行動攻擊 Kutu 的學院，warok 的叛亂很快被克服，學院被禁止繼續教授 warok。但弟子基阿根庫圖依然暗中繼續。然而，Reog 的表演本身被允許上演，因為它已經在人們中流行起來，但故事情節有一個凹槽，其中加入了 Ponorogo 新添加的民間故事中的人物，例如 Klono Sewandono、Dewi Songgolangit 和 Sri Genthayu。

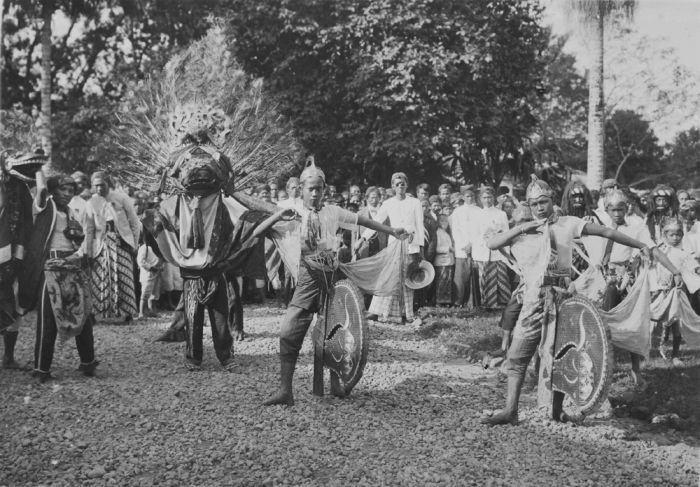
在爪哇表演虎面孔雀羽冠舞的舞者, 荷屬東印度群島, 1920-1930之間

Reog Ponorogo 舞者傳統上在恍惚狀態下表演。Reog Ponorogo 展示了傳統的Kejawen爪哇精神教義。除了身體要求之外，舞者——尤其是 Warok——需要遵守嚴格的規則、儀式和練習，包括身體和精神。其中一項要求是禁慾，禁止warok與女性發生性關係，但允許與8至15歲的男孩發生性關係。男孩情人被稱為Gemblak，通常由Warok根據協議和對男孩家人的補償而留在他們家中。Warok 可以娶一個女人作為他們的妻子，但他們也可能保留一個 gemblak。這導致了Warok-Gemblakan這種關係類似於古希臘的鄉土傳統。任何接觸過 Ponorogo 傳統生活方式的人都知道，有這些叫做 warok 的年長男人，他們不與妻子發生性關係，而是與年輕男孩發生性關係。 Warok和Gemblak所做的是同性戀行為，但他們從未將自己認定為同性戀者。
許多 Warok 和 Gemblak 在1965 年至 1966年的印度尼西亞反共屠殺期間被伊斯蘭團體屠殺，他們的頭被放在長矛上公開展示。今天，Warok-Gemblakan實踐受到當地宗教當局的勸阻，並因公眾道德反對而受到迴避。結果今天 波諾羅戈虎面孔雀羽冠舞的表演很少讓 Gemblak 男孩扮演 Jathil 騎手，他們的位置被女孩取代。儘管今天這種做法可能仍然存在並以謹慎的方式進行。
今天，波諾羅戈虎面孔雀羽冠舞經常在節日的特殊場合舉行；如伊斯蘭節日開齋節、波諾羅戈攝政週年紀念日、8 月 17 日獨立日嘉年華、體育賽事開幕式等。如今，印尼工人帶來的reog劇團在各國演出。如在美國（Singo Lodoyo Washington DC）、韓國（Singo Mudho Korea）、台灣（Singo Barong Taiwan）、澳大利亞（Singo Sarjono）、海軍遠征印度尼西亞（Reog Dewaruci）、德國、日本、香港、馬來西亞 （Sardulo Gugah Ponorogo、Sri Wahyuni、Gamalasari）。

## 表現
Reog 是一種傳統舞蹈，成為Ponorogo Regency的主要身份。Reog National Festival 每年都會與 Ponorogo 攝政週年紀念日和 Grebeg Suro 慶祝活動一起舉行。波諾羅戈鎮廣場 Paseban 的滿月每晚都會上演 Reog 舞蹈。Reog 講述了一位王子向一位美麗的公主求婚的鬥爭故事。 REOG Ponorogo講述了國王之間的神魔戰鬥的故事Ponorogo並稱為神奇的獅子一樣的動物辛戈巴龍。

### 新哥巴龍面具

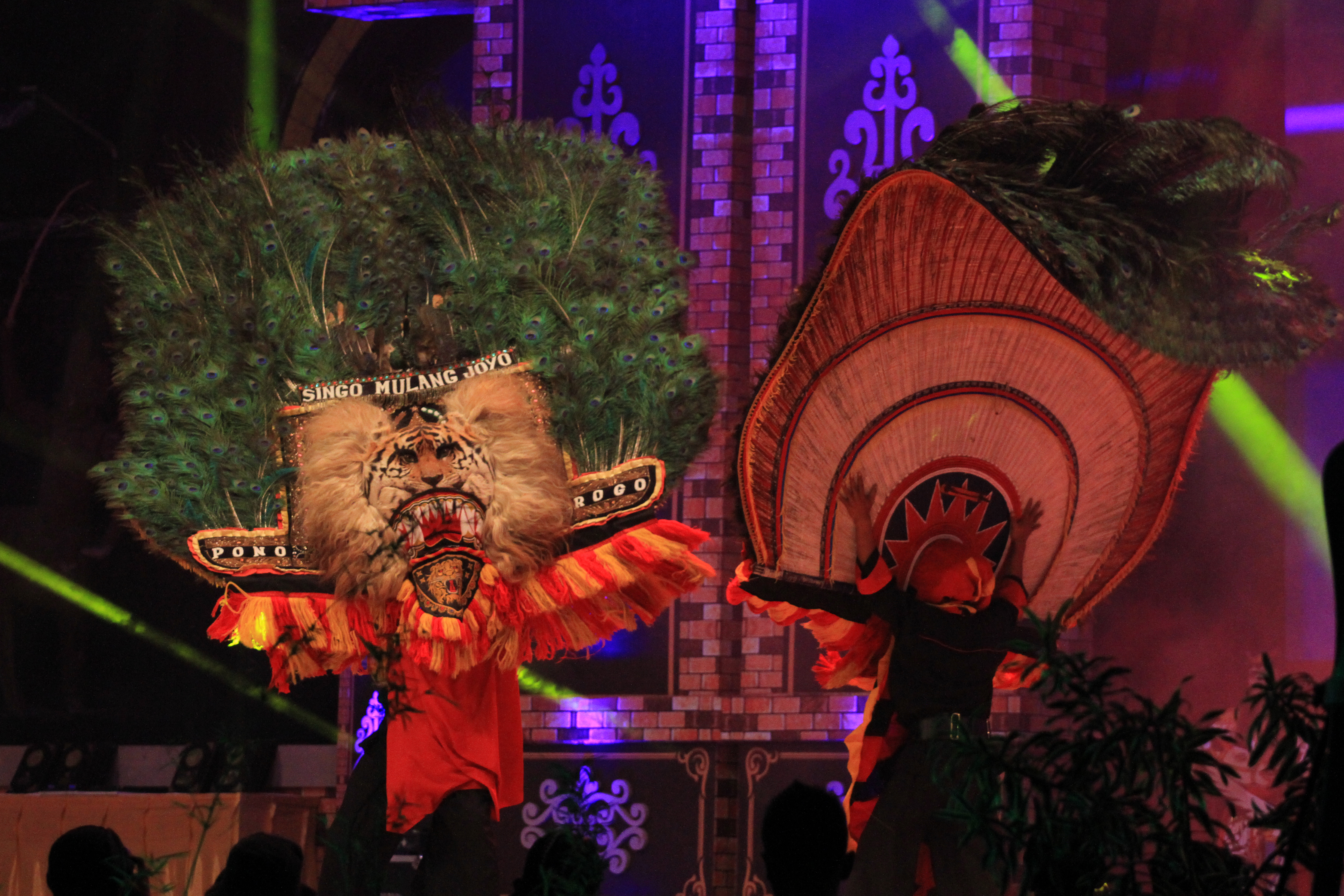
Singo Barong performance at Festival Reog Nasional in Ponorogo, 東爪哇, 印尼.

Ponorogo 的 Reog 舞蹈涉及一個被稱為singo barong的獅子形象。Singo Barong是一個大面具，通常由老虎或豹子的頭皮製成，面具上有一個大扇子，上面裝飾著真正的孔雀羽毛。眾所周知，Singo Barong 面具很重，Singo Barong 的舞者不得不背著大約 30 – 40 公斤重的面具，並靠牙齒的力量支撐。
一個舞者，或稱warok，用牙齒咬著沉重的獅子麵具。他被認為具有超自然的能力和力量。該warok還可以進行它的頭一個青春期的男孩或女孩。當頭上頂著一個青春期的男孩或女孩時，Reog 舞者的總重量可達 100 公斤。咬住沉重的大面具，warok依靠他的下巴，頸部和肩部肌肉的力量。巨大的面具跨度超過 2.5 米，採用真正的虎皮和真正的孔雀羽毛。它作為世界上最大的面具獲得了國際認可

### 表演
Reog Ponorogo 表演的領軍人物包括：
1. Klono Sewandono ，一個戴著面具的帝王裝束的男人，帶著驕傲而華麗的舞蹈，扮演波諾羅戈國王的角色
2. Bujang Ganong 是戴著紅色面具的粗野青年，他們表演雜技舞蹈，有時還涉及恍惚。
3. Jathil ，年輕英俊的男子騎著竹編的馬，類似於Kuda Lumping舞蹈。今天，Jathil 通常由女舞者表演。
4. Warok ，扮演神話中的生物 Singo Barong。被允許表演這種舞蹈的人稱為，warok。一個warok是誰擁有這兩個特殊的精神和體力村的本地英雄或強人的榮譽稱號。舞蹈本身就是體力的展示。

Reog Ponorogo 通常由三組舞蹈組成；每支舞都由幾個舞者表演：
1. 第一支舞是開場舞，由身著黑色服裝的男舞者布讓加農表演。服裝描述了粗獷的男人，有著令人生畏的鬍鬚和其他陽剛象徵。
2. 第二支舞是Jathil表演的Jaran Kepang舞；它最初是由gemblak表演的，他是一個英俊而年輕的男孩，穿著五顏六色的服裝。今天，女舞者通常扮演這個角色。
3. 第三支舞是演出的主要看點；它由所有 Reog 舞者表演。身為男舞者的男舞者，戴著又大又重的獅子麵具，在舞台中央翩翩起舞，其他舞者則圍著他翩翩起舞。為了展示warok的非凡力量，Jathil騎在獅子麵具上並被隨身攜帶。

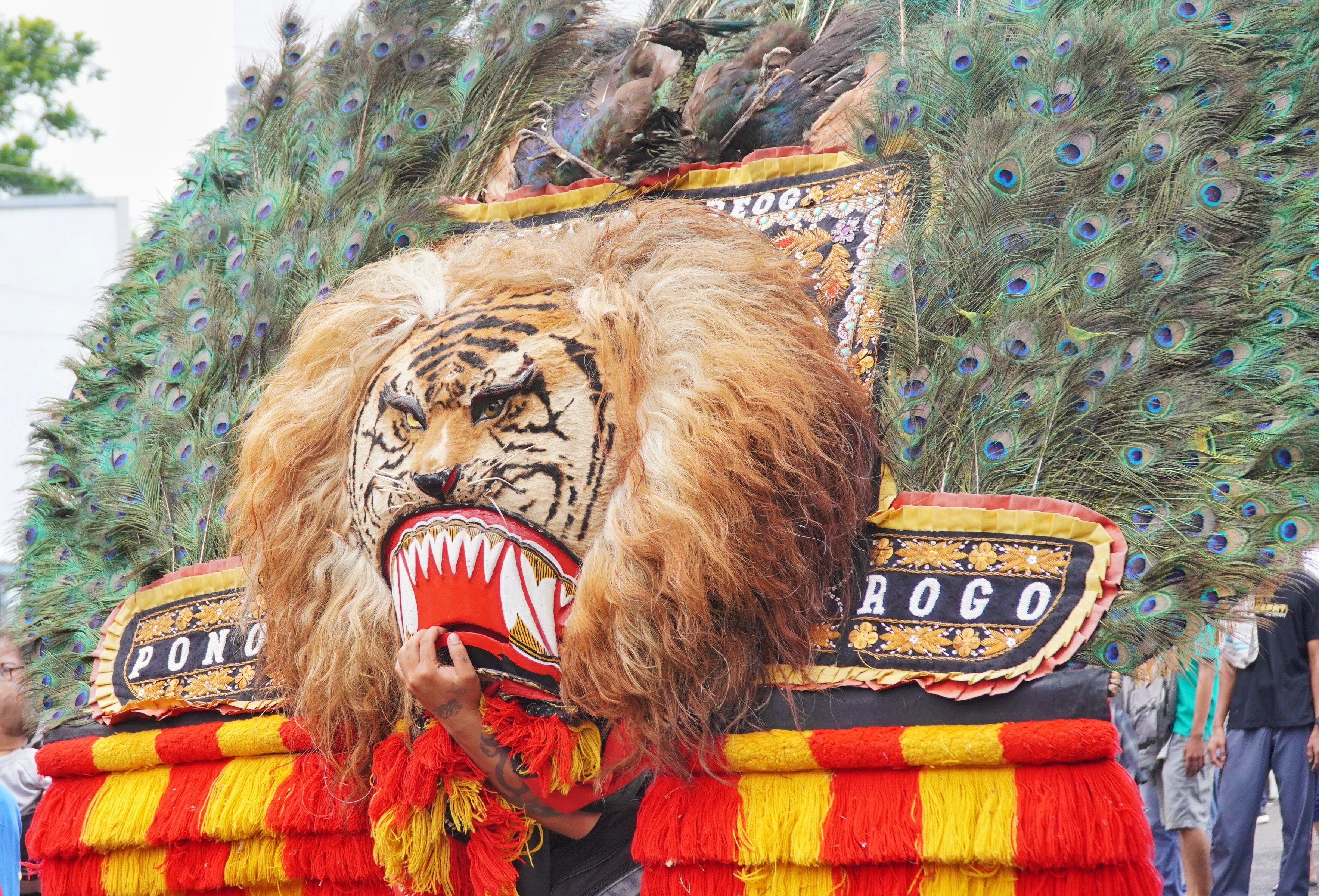
新哥巴龍
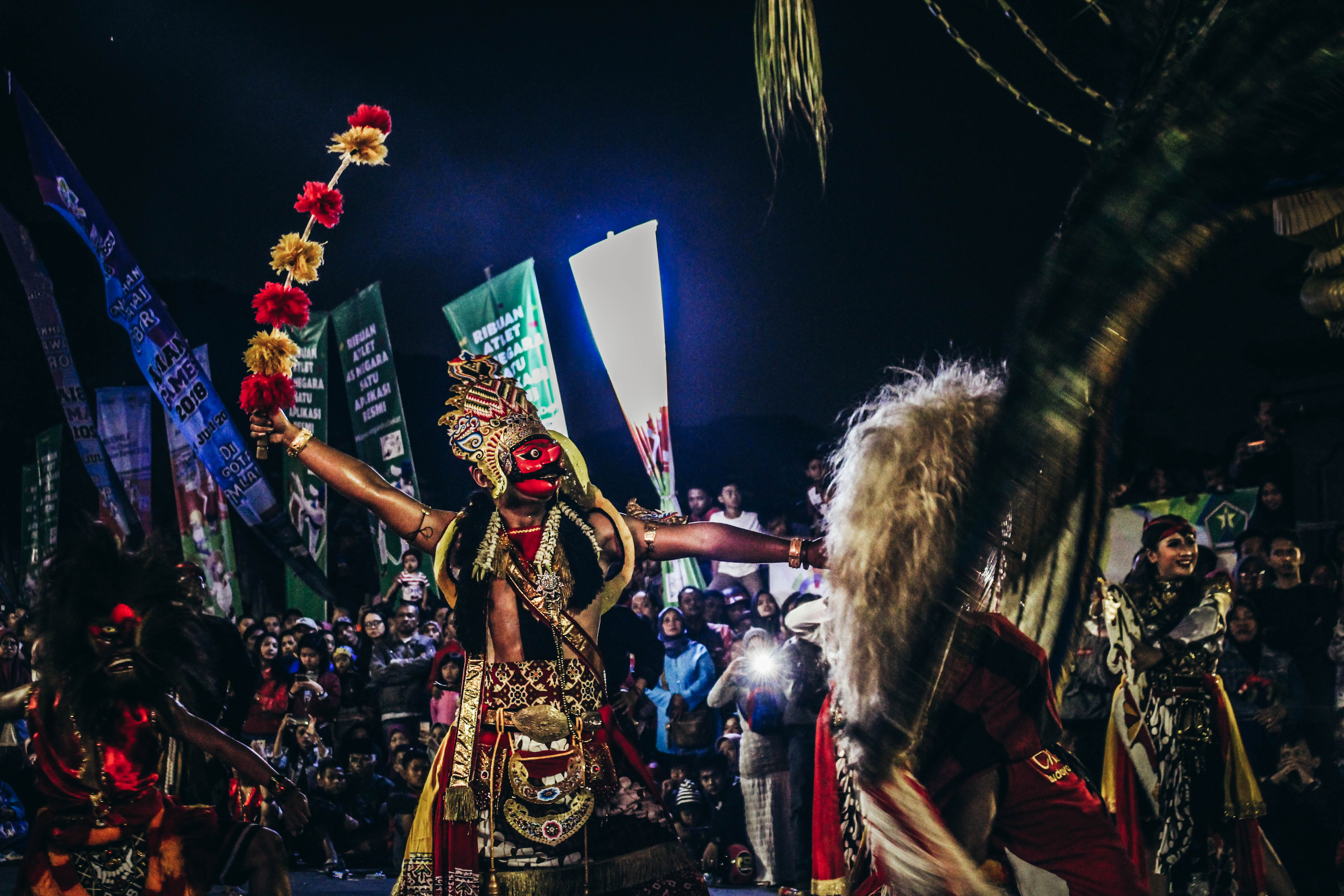
克洛諾·塞萬多諾
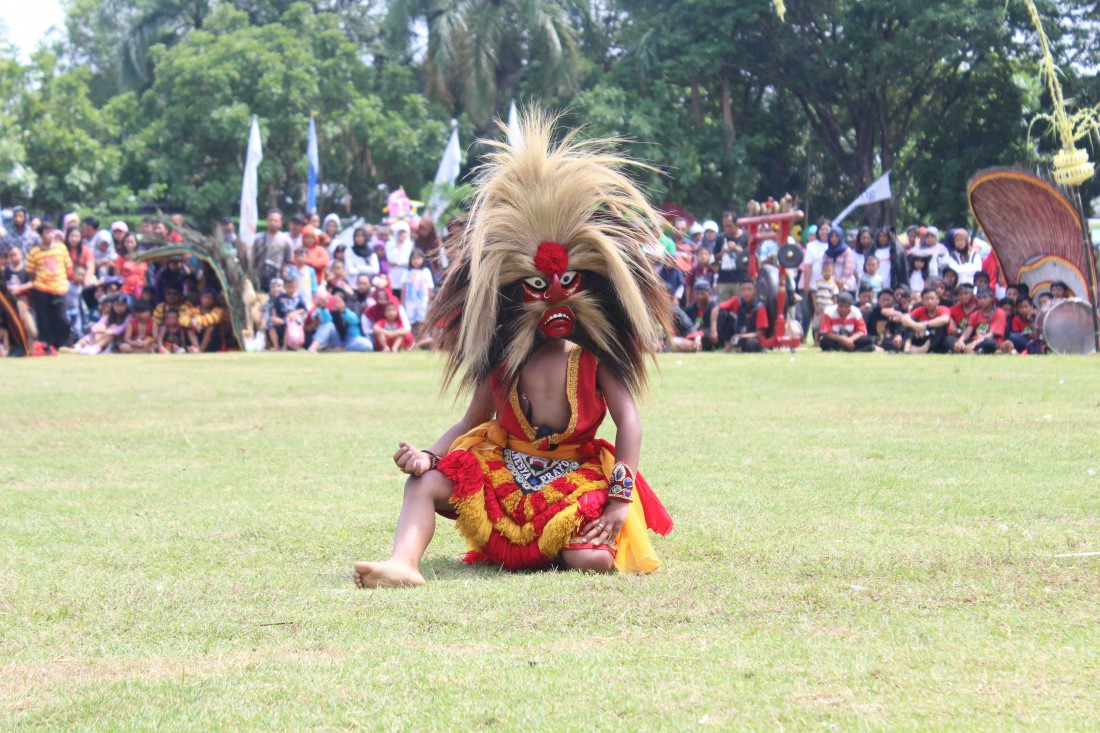
布讓加農
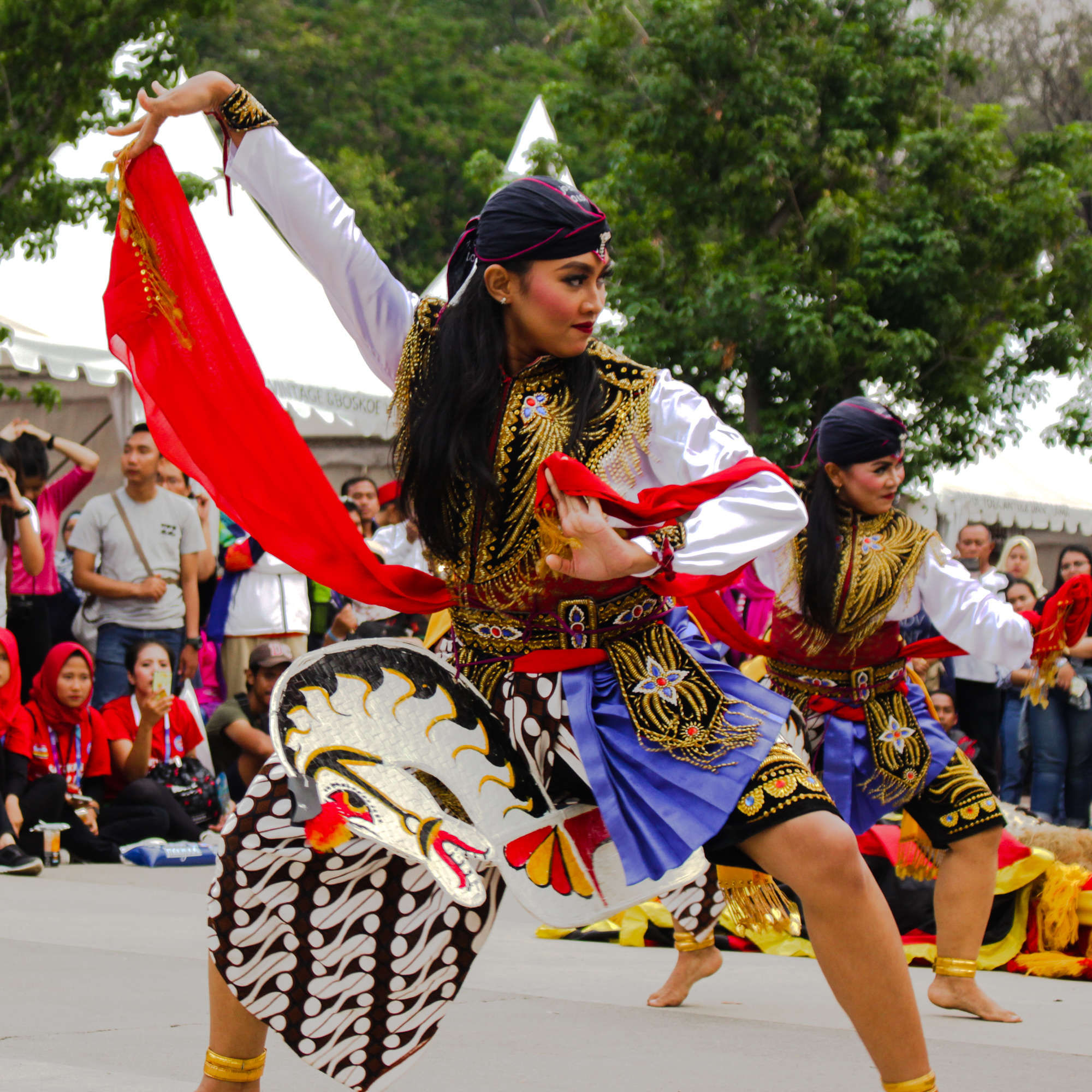
賈西爾
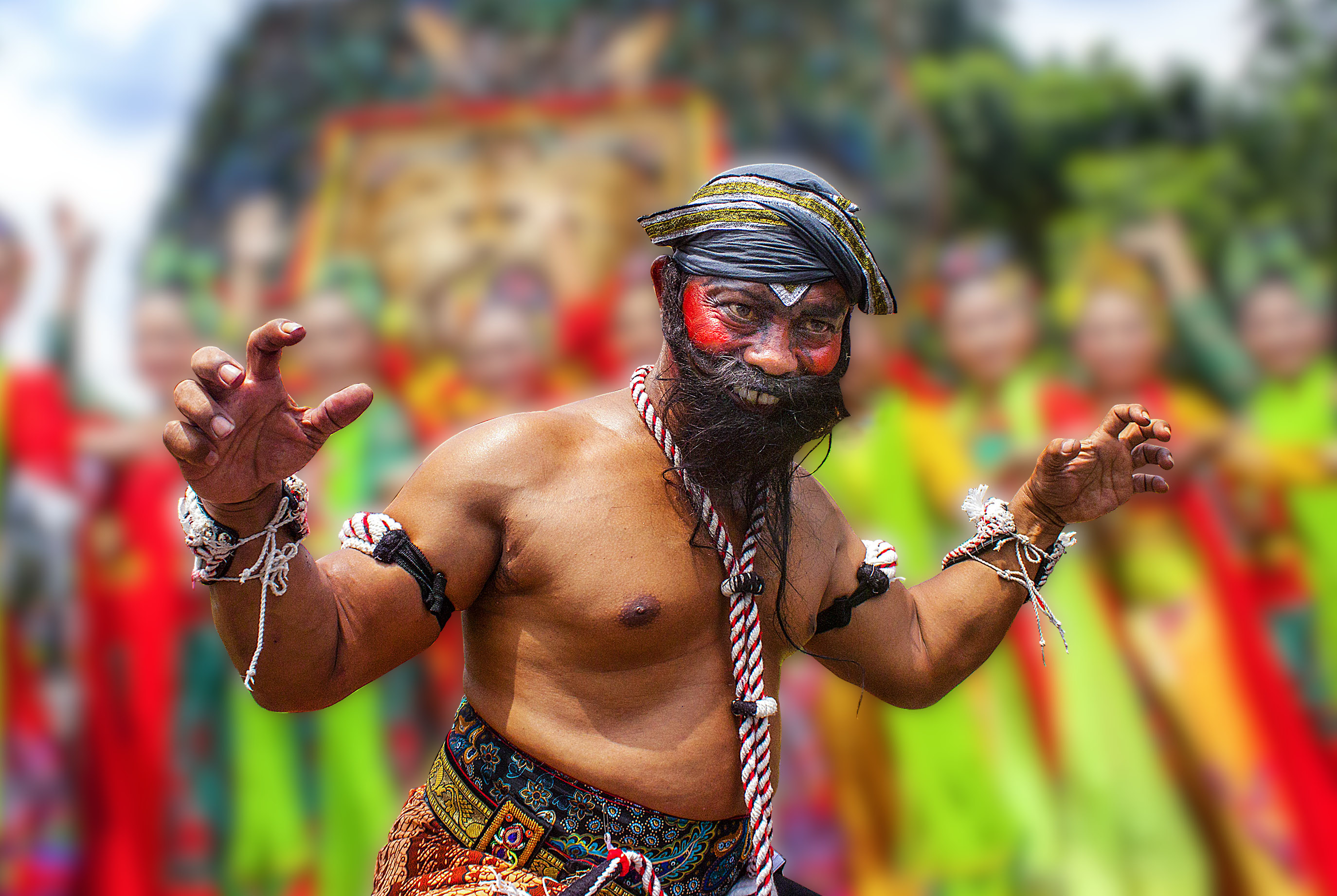
沃洛克

## 爭議
馬來西亞 Barongan 類似於 Reog Ponorogo，但注入了伊斯蘭元素。 引起爭議的原因是馬來西亞旅遊、藝術和文化部官方網站上的Singo Barong面具上有“馬來西亞”字樣，並被認為是馬來西亞穆斯林爪哇社區的遺產，特別是在麻坡區，柔佛。 Reog舞蹈的起源和文化歸屬一直是印度尼西亞鄰國爭論和爭論的主題和馬來西亞，其種族、文化和宗教歷史重疊並有許多相似之處。主要是因為在馬來西亞有眾多爪哇移民的後裔，其中一些曾在馬六甲蘇丹服務， 在與蘇丹一起移居，特別是在柔佛州成立柔佛-廖內蘇丹國之前。一些移民帶來了許多源自爪哇的藝術形式，如 Barongan、Wayang Kulit Jawa、 和Kuda Lumping。數千名 Reog 藝術家在馬來西亞駐雅加達大使館舉行示威。 為避免與印度尼西亞的進一步爭議，馬來西亞政府已停止對巴龍岸的所有促銷復興，這導致馬來西亞的巴龍岸進一步衰落。[ 然而，馬來西亞政府繼續推廣其他民族文化，如葡萄牙後裔聖佩德羅日。